# Ngawang Pälsang
Ngawang Pälsang (1629-1695) was een Tibetaans geestelijke.
Hij was de zesenveertigste Ganden tripa rond ca. 1692/99 en daarmee de hoofdabt van het klooster Ganden en hoogste geestelijke van de gelugtraditie in het Tibetaans boeddhisme.